# Pholistoma auritum
Pholistoma auritum är en strävbladig växtart som först beskrevs av John Lindley, och fick sitt nu gällande namn av Lilja och John Lindley. Pholistoma auritum ingår i släktet Pholistoma och familjen strävbladiga växter. Utöver nominatformen finns också underarten P. a. arizonicum.

## Bildgalleri

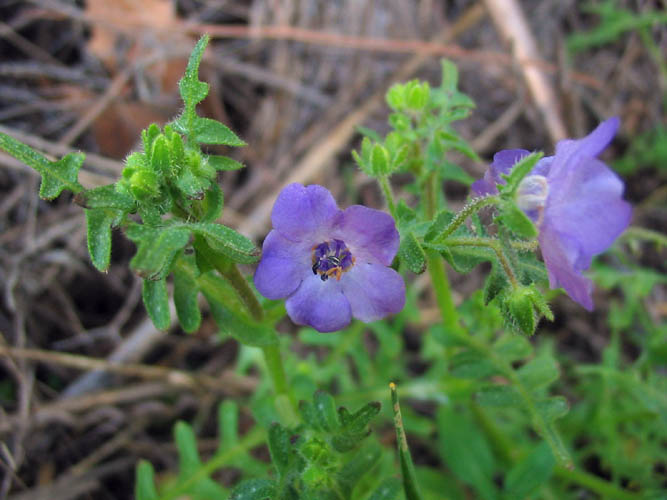
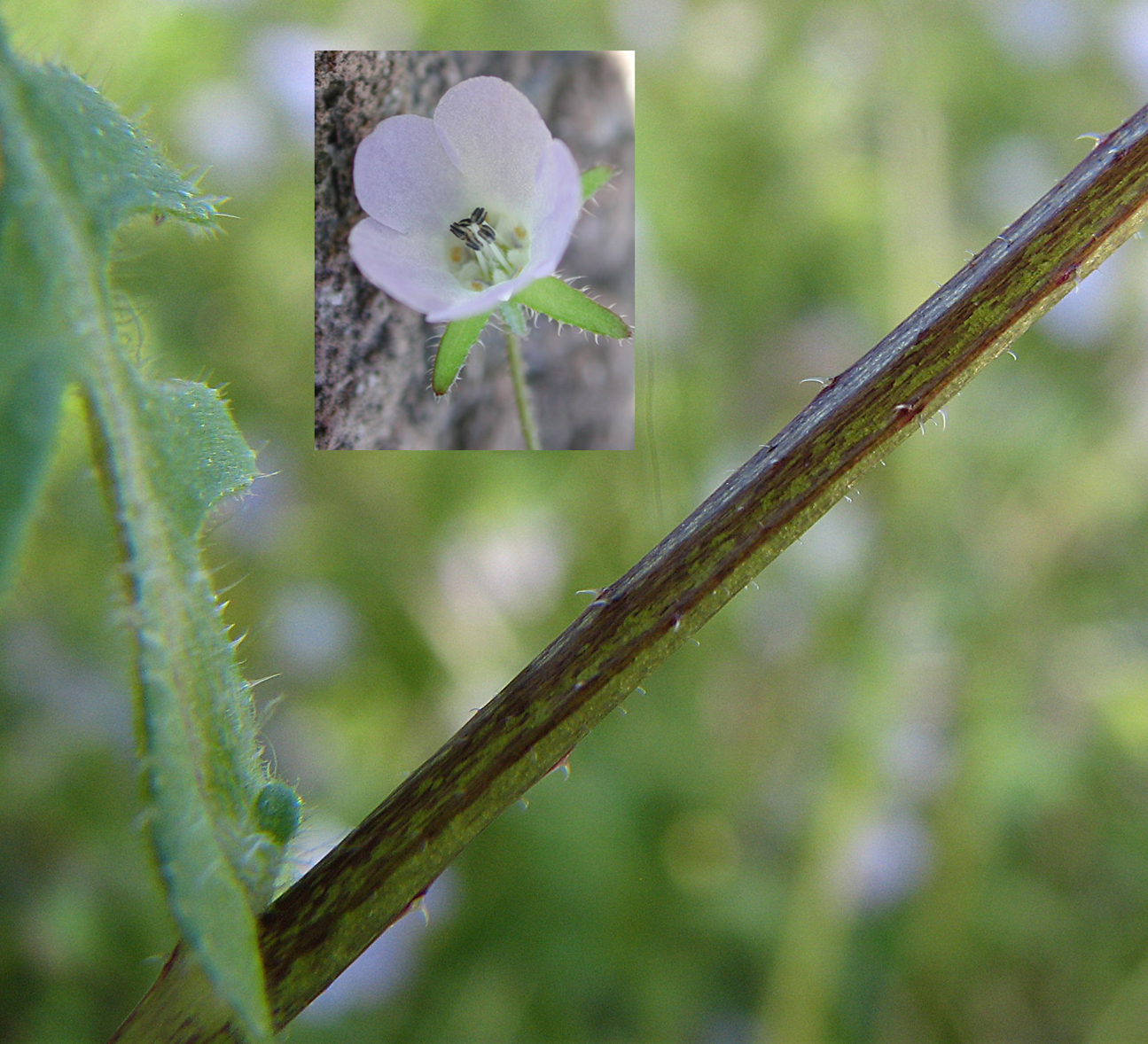